# Lehman Brothers

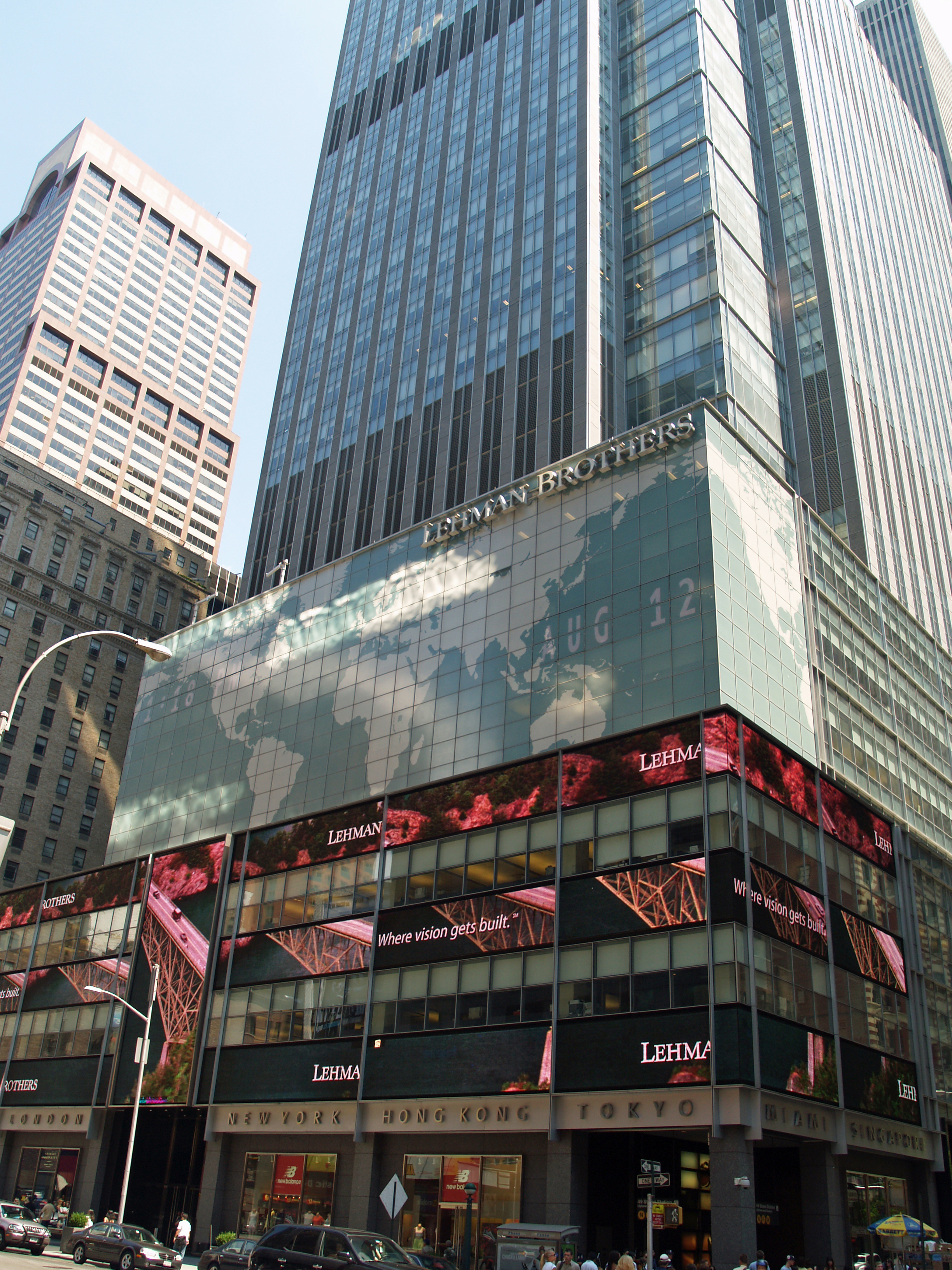
Bankgebäude am Times Square in New York City

Lehman Brothers (häufig [ˈliːmən]; handelsrechtlich Lehman Brothers Holdings Inc.) war eine 1850 gegründete US-amerikanische Investmentbank mit Hauptsitz in New York.
Sie beschäftigte im Jahr 2007 weltweit 28.600 Angestellte. Sie musste am 15. September 2008 infolge der Finanzkrise Insolvenz beantragen.

## Geschichte
Lehman Brothers wurde 1850 in Montgomery, Alabama, von den Brüdern Hayum (Henry), Mendel (Emmanuel) und Maier (Mayer) Lehmann gegründet. Die Brüder – Söhne des jüdischen Viehhändlers Abraham Löw Lehmann aus Unterfranken – waren zwischen 1844 und 1850 aus Rimpar bei Würzburg in die USA emigriert. Vor der Gründung von Lehman Brothers eröffnete Henry Lehmann 1844 in Alabama einen Gemischtwarenhandel. Sein Bruder Emmanuel trat 1848 in das Geschäft ein. Die Geschäftstätigkeit wurde dann schon bald auf den Handel mit Baumwolle verlagert, wobei die Brüder vom atlantischen Sklavenhandel profitierten. Hieraus entwickelte sich die Bankentätigkeit.
Nach dem Amerikanischen Bürgerkrieg wurde die Geschäftstätigkeit nach New York verlagert. Ab der Jahrhundertwende wurde die Firma von der zweiten Generation geleitet: Herbert, Philip, Sigmund, Arthur und Meyer Lehmann. Sie versuchten sich erfolglos als Emissionsbank für den Trust International Steam Pump. Danach konzentrierten sie sich wieder auf den Rohstoffhandel (speziell Baumwolle, Kaffee und Petroleum) und engagierten sie sich als Underwriter für Rohstoffhandel.
1977 fusionierte Lehman Brothers mit Kuhn, Loeb & Co. und firmierte kurzzeitig als Lehman Brothers Kuhn Loeb & Co. 1984 wurde Lehman Brothers von American Express gekauft und mit Shearson sowie 1988 mit E.F. Hutton & Co. fusioniert. 1993 verkaufte American Express die so entstandene Firma an die Travelers Group. Die Travelers Group trennte sich vom Investmentbanking, das 1994 unter dem Namen Lehman Brothers wieder zu einer eigenständigen Firma wurde und an die Börse ging. In den letzten Jahren bis zur Insolvenz konnte das nun selbständige Unternehmen im Wettbewerb seine Marktposition festigen.
Im Mai 2007 kaufte Lehman Brothers zusammen mit dem Immobilieninvestor Tishman Speyer Properties den zweitgrößten börsennotierten Wohnungseigentümer der USA, Archstone-Smith (1963 in Englewood, Colorado gegründet). Der Kaufpreis für den Konzern betrug 22 Milliarden US-Dollar. Lehman Brothers ging damit ein Klumpenrisiko ein.

## Insolvenz
Durch die US-Immobilienkrise und Subprime-Markt-Krise musste die Bank zunächst 3,3 Milliarden US-Dollar abschreiben. Im April 2008 hatte das Institut eine Kapitalerhöhung von 4 Milliarden US-Dollar durchgeführt, eine weitere in der Höhe von 5 Milliarden US-Dollar folgte im Juni 2008.
Die angeschlagene US-Bank hatte am 10. September 2008 verlauten lassen, dass sie Verluste in Höhe von 3,9 Milliarden US-Dollar für das dritte Quartal 2008 erwartet. Richard S. Fuld, Jr., damaliger Vorstandschef von Lehman Brothers, kündigte den Verkauf eines Mehrheitsanteils an der Investmentsparte, die Ausgliederung von Gewerbeimmobilien und weiteren illiquiden Vermögenswerten an. Als weitere Maßnahme sollte die Dividende auf 0,05 US-Dollar pro Aktie verringert werden. Die Verkaufsbemühungen waren jedoch wenige Tage später gescheitert und die Bank musste am 15. September 2008 die Insolvenz gemäß Chapter 11 des US-Insolvenzrechts beantragen.
Nachdem die Bush-Regierung drei große Banken (Bear Stearns, Fannie Mae und Freddie Mac) mit Milliarden US-Dollar gerettet hatte, war der politische Druck, weitere Banken nicht aufzufangen, so groß geworden, dass der damalige US-amerikanische Finanzminister Henry Paulson (Goldman Gegenspieler des Lehman-Vorstandsvorsitzenden Richard Fuld) nach der Absage der britischen Barclays-Bank, sich an Lehman zu beteiligen, keine weiteren Milliarden mehr bereitstellte, was – entgegen dem bisherigen Grundsatz too big to fail – zur Insolvenz von Lehman Brothers führte. Wenige Tage nach dem Zusammenbruch waren nur noch 170 Mitarbeiter für Lehman Brothers tätig, 24.988 waren unter dem Insolvenzverwalter Bryan Marsal in wenigen Tagen gekündigt worden. Der Schaden, der durch diese plötzliche Insolvenz hervorgerufen wurde, wird auf 50 bis 75 Milliarden US-Dollar geschätzt.
Am 17. September 2008 gab die britische Universalbank Barclays bekannt, dass sie große Teile des US-Geschäfts von Lehman Brothers, einschließlich der gesamten Infrastruktur mit 9000 Mitarbeitern und den Hauptsitz in New York, aus der Insolvenzmasse heraus übernehmen werde. Japans größtes Brokerhaus, Nomura Holdings, kaufte am 22. September das Asiengeschäft sowie die Investmentbanksparte von Lehman Brothers in Europa und im Nahen Osten.
Infolge der Insolvenz soll Lehman Brothers einen Schuldenberg von über 200 Milliarden US-Dollar hinterlassen haben.
Nach der Insolvenz ergeben sich folgende Lehman-Brothers-Sparten:
- Lehman Brothers North America → Barclays Capital
- Lehman Brothers Hong Kong → KPMG China

als Liquidator für acht Tochtergesellschaften (u. a. LB Asia Holdings Limited, LB Asia Limited)
- Lehman Brothers Asia Pacific → Nomura
- Lehman Brothers International Europe → Management durch PricewaterhouseCoopers
- Lehman Brothers Holdings Inc. → Insolvenz nach Chapter 11
- Neuberger Berman → eigenständige Investmentgesellschaft

Mit der Zahlung eines Honorars von 424 Millionen US-Dollar an den Treuhänder James Giddens und seine Anwaltskanzlei, die die Insolvenz abgewickelt hatten, wurde das Insolvenzverfahren am 28. September 2022, 14 Jahre und 13 Tage nach der Pleite, abgeschlossen.

## Globale Auswirkungen

Ausmaß der globalen Finanzkrise (Jahresentwicklung 2007→2008)
Länder mit offizieller Rezession (zwei stagnierende Quartale)
Länder mit inoffizieller Rezession (ein Quartal)
Länder mit einem wirtschaftlichen Abschwung von mehr als 1,0 %
Länder mit einem wirtschaftlichen Abschwung von mehr als 0,5 %
Länder mit einem wirtschaftlichen Abschwung von mehr als 0,1 %
Länder mit positiver wirtschaftlicher Entwicklung
N/A (keine Angaben)
Abschätzung des IWF (Dezember 2008)

Die Folgen der Insolvenz der Lehman Brothers Holding blieben nicht auf die USA begrenzt. Der Zusammenbruch, der in den USA begann und zunächst scheinbar auf das Platzen einer Immobilienblase beschränkt war, gedieh zu einer großen globalen Finanzkrise. Im Zuge dieser Krise misstrauten sich die Banken bei Finanzgeschäften untereinander, sodass weltweit wesentlich weniger Kredite vergeben wurden. Dies machte bis in die Gegenwart (2015) eine Vielzahl von Maßnahmen der Einzelstaaten und ganzer Staatengemeinschaften erforderlich.

## Folgen der Insolvenz in Deutschland

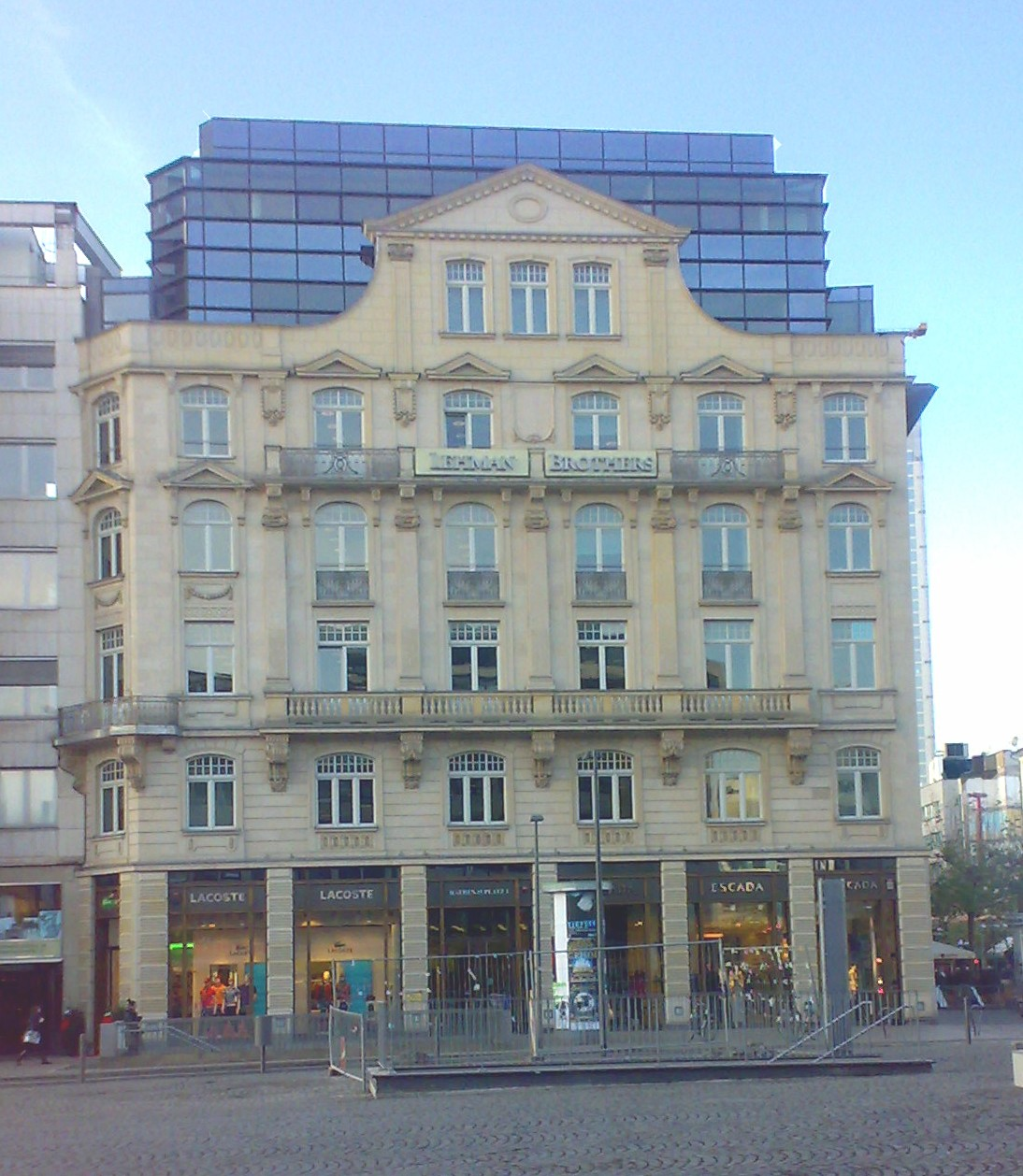
Lehman-Brothers-Niederlassung Frankfurt am Main

Lehman Brothers war auch in Deutschland mit einer Tochter in Frankfurt am Main vertreten; ein Vorstandsmitglied war seit 2005 Hans Martin Bury. Die Bundesanstalt für Finanzdienstleistungsaufsicht (BaFin) erließ am 15. September 2008 gegenüber der deutschen Lehman Brothers Bankhaus AG ein Veräußerungs- und Zahlungsverbot. Außerdem untersagte sie der deutschen Tochter, Zahlungen entgegenzunehmen, die nicht zur Tilgung eigener Schulden bestimmt waren (Moratorium). Am 28. Oktober 2008 stellte die BaFin den Entschädigungsfall für die Lehman Brothers Bankhaus AG in Frankfurt am Main fest. Am 13. November wurde – wie in Bankinsolvenzen gesetzlich vorgesehen (vgl. § 46b KWG) – auf Antrag der BaFin das Insolvenzverfahren über das Vermögen der Lehman Brothers Bankhaus AG eröffnet. Als Insolvenzverwalter wurde der Frankfurter Rechtsanwalt Michael Frege bestellt. Nach der Annahme eines Insolvenzplans durch die Gläubiger wurde zwischenzeitlich bekannt, dass die Forderungen der Gläubiger der deutschen Tochtergesellschaft vollständig bedient werden konnten. Zu den Hauptgläubigern der Lehman Brothers Bankhaus AG zählten, neben der Bundesbank, der Einlagensicherungsfonds des Bundesverbandes deutscher Banken und auf die Verwertung von Krediten spezialisierte Hedge-Fonds.
Die Insolvenz der amerikanischen Muttergesellschaft schädigte auch deutsche Anleger, die Zertifikate der niederländischen Tochtergesellschaft, der Lehman Brothers Treasury Co. B. V., erworben hatten. Neben der Anmeldung ihrer Forderungen zur Insolvenztabelle in den USA und den Niederlanden leiteten zahlreiche deutsche Anleger rechtliche Schritte gegen ihre Kreditinstitute wegen fehlerhafter Anlageberatung ein. Mit einer Klage gegen die Frankfurter Sparkasse wegen fehlerhafter Anlagevermittlung musste sich 2008 und 2009 das Landgericht Frankfurt am Main befassen.
Die Hamburger Sparkasse (Haspa) erklärte sich am 18. Februar 2009 bereit, etwa eintausend Anlegern eine Entschädigung von 9,5 Millionen Euro zu zahlen, nachdem die Dresdner Bank vom Landgericht Hamburg zum Schadensersatz verurteilt worden war. Bei der Haspa hatten etwa 3.700 Anleger Lehmann-Zertifikate im Werte von ca. 54 Millionen Euro erworben. Das Landgericht Hamburg verurteilte die Hamburger Sparkasse mit Urteil vom 23. Juni 2009 – Aktenzeichen 310 O 4/09 – zum Schadensersatz, da sie den Anleger nicht auf die fehlende Einlagensicherung und bestehende Interessenkonflikte hingewiesen hatte. Die Klage ist jedoch in der Berufung durch Urteil des OLG Hamburg vom 23. April 2010 – Az. 13 U 118/09 – abgewiesen worden. Mit weiterem Urteil vom 1. Juli 2009 verurteilte eine andere Kammer des Landgerichts Hamburg wegen fehlender Aufklärung über die Rückvergütung beziehungsweise Handelsspanne zur Rückzahlung. Gestützt werden die Klagen wegen fehlerhafter Anlagevermittlung häufig auf folgende unterlassene Hinweise: Keine Einlagensicherung nach dem früheren niederländischen Recht, irreführende Information bezüglich der Emittentin, fehlende Aufklärung über Provisionen und unterlassene Hinweise auf Bonitätsrisiken. Mit Urteilen vom 27. September 2011 hat der Bundesgerichtshof die Klagen der Anleger der Hamburger Sparkasse rechtskräftig abgewiesen. Die beklagte Sparkasse habe ihre Pflicht zur anleger- und objektgerechten Beratung in beiden Fällen nicht verletzt. Auf die Insolvenzmöglichkeit der US-Investmentbank und ihrer niederländischen Tochter Lehman Brothers Treasury Co. B.V. habe die Hamburger Sparkasse nicht hinweisen müssen, weil ein konkretes Insolvenzrisiko nicht erkennbar gewesen sei. Auch die Aufklärungspflicht über ein allgemeines Emittentenrisiko sei erfüllt worden. Eine Pflicht zur zusätzlichen Aufklärung darüber, dass die Zertifikate keinem Einlagensicherungsfonds unterfielen, bestehe laut BGH nicht. Auch über eine eigene Gewinnmarge müsse eine Bank nicht aufklären.
Das Landgericht Hechingen verurteilte die Volksbank Albstadt-Tailfingen, einem Kunden die Einlage von 100.000 Euro zu erstatten, weil sie ihm keine Informationen und Hinweise über ein Totalausfall-Risiko gegeben hatte.
Auch das Privatbankhaus Delbrück Bethmann Maffei hatte Lehman-Zertifikate bis unmittelbar vor dem Bankrott des Bankhauses verkauft. In diesem Zusammenhang verurteilte das Landgericht Hamburg im November 2009, Februar 2010, März 2010, April 2010 und Februar 2011 das Bankhaus zum Schadensersatz. Das Urteil vom November 2009 ist seit August 2010 rechtskräftig, nachdem das Bankhaus seine Berufung zwei Tage vor der Urteilsverkündung durch das OLG Hamburg überraschend zurücknahm.
Neben Klageverfahren wählten zahlreiche Anleger den preiswerteren Weg über ein Schlichtungsverfahren. In einem Schlichtungsspruch des Ombudsmannes der privaten Banken vom 6. Mai 2009 – Aktenzeichen H 932/08 – wurde die Citibank verpflichtet, Anlagegeschäfte im Zusammenhang mit Lehman Brothers Zertifikaten, deren Funktionsweise nicht einmal der Sachbearbeiter der Bank zutreffend erfasst zu haben schien, rückabzuwickeln.

## Ig-Nobelpreis
Die Führungskräfte und Direktoren von Lehman Brothers sowie von Goldman Sachs, AIG, Bear Stearns, Merrill Lynch und Magnetar Capital erhielten 2010 den satirischen Ig-Nobelpreis im Bereich Ökonomie für Schaffung und Förderung neuer Möglichkeiten, Geld zu investieren – Wege zur Maximierung des finanziellen Gewinns und zur Minimierung des finanziellen Risikos für die Weltwirtschaft oder einem Teil davon. Alle Preisträger unter den 1200 Gästen waren zur Preisverleihung erschienen, mit Ausnahme der betreffenden Manager. Dazu gab der Chefredakteur der Annals of Improbable Research, Marc Abrahams, an, schon der Versuch, Einladungen auszusprechen, sei bei den Managern gegen eine Mauer des Schweigens geprallt: „Sie haben nie geantwortet, noch nicht einmal mit einem ‚Nein, danke‘.“

## Filme
- Peter Gerhardt: Rückschau: Die Jahrhundert-Pleite. Wie der Lehman-Crash die Welt veränderte. Dokumentation, hr, 2009, 45 Min.
- Michael Tuft, Paul Amberg: Der große Crash. Die Pleite der Lehman-Bank. Dokumentation, BBC/ZDF, 2009, 45 Min.
- Der große Crash – Margin Call, von J. C. Chandor: ein Spielfilm von 2011, der die Ereignisse des Auffindens und des nachfolgenden unmoralischen Verkaufs möglichst aller „faulen Papiere“ kurz vor der Insolvenz darstellt.
- Too Big to Fail – Die große Krise, von Curtis Hanson: der preisgekrönte und starbesetzte Film von 2011 konzentriert sich auf die Finanzkrise ab 2007 und deren Schlüsselfiguren sowie deren Handlungsweisen.
- Inside Lehman Brothers – Whistleblower packen aus, französisch-finnische Fernsehdokumentation von 2018 auf ARTE (85 Min.)[38]; Firmeninterne Whistleblower berichten, wie sie vergeblich gewarnt haben und in der Folge massiv unter Druck gesetzt und bedroht wurden – und, dass sich seither nichts geändert hat.
- Lehman, Gier frisst Herz. Dokudrama, 2018 (90 min). ARD-Koproduktion des NDR, BR und RBB unter Federführung des HR[39]
- ZDFinfo: Zeit der Gier: Die Deutsche Bank und der Lehman-Crash (43 min, online)